# Oscar de melhor filme
O Oscar (português brasileiro) ou Óscar (português europeu) de melhor filme (em inglês:  Academy Award for Best Picture), é uma categoria de premiação do Óscar referente a escolha da melhor produção cinematográfica; as que foram excelentes em todas as outras categorias apresentadas na cerimônia. Considerada a principal premiação oferecida anualmente pela Academia de Artes e Ciências Cinematográficas dos Estados Unidos. Os filmes premiados normalmente são lançados no ano anterior à premiação. Mas há exceções: pode ter sido o mês em que o filme foi lançado ou até no ano em que foi submetido a festivais, como é o caso de Crash.
A Academia é uma organização independente e privada estado-unidense que foi criada em 1926 para prestigiar os filmes e os profissionais da indústria cinematográfica em quase todas as categorias de premiação, sendo que os premiados podem ser filmes de qualquer parte do mundo. No passado, a categoria de melhor filme era chamada de best production, ou Oscar para a melhor produção.
Em 1932 não houve entrega dos prêmios Oscar, que foram entregues duas vezes em 1931 (em abril, referente aos filmes produzidos entre 2 de agosto de 1927 e 31 de julho de 1928, e em novembro, referente aos filmes produzidos entre 1.º de agosto de 1929 e 31 de julho de 1931); em 1931 (em novembro, referente aos filmes produzidos entre 1.º de agosto de 1930 e 31 de julho de 1931); em 1932 (em novembro, referente aos filmes produzidos entre 1.º de agosto de 1931 e 31 de julho de 1932); e em 1934 (em março, referente aos filmes produzidos entre 1.º de agosto de 1932 e 31 de dezembro de 1933).
Na cerimônia do Oscar 2017, ocorrida na noite de 26 de fevereiro de 2017, ocorreu uma gafe histórica: Ao subirem ao palco para anunciar o vencedor da categoria de melhor filme, os atores Warren Beatty e Faye Dunaway anunciaram o filme La La Land como campeão da categoria. A equipe do musical chegou a agradecer pela suposta vitória, porém logo após foi informado que tudo era um enorme engano: o real vencedor era na verdade Moonlight. Beatty disse que lhe tinha sido entregue o envelope com o resultado do prêmio de Melhor Atriz, atribuído a Emma Stone por seu papel em La La Land, e que quando leu o nome de Emma no cartão, ficou extremamente confuso, passando o cartão para Dunaway, que ignorou o nome da atriz e simplesmente leu o nome do filme que estava no cartão: La La Land. Em 2020, o sul-coreano Gisaengchung, dirigido por Bong Joon-ho, fez história ao se tornar o primeiro filme de língua não inglesa a vencer na categoria.

## Indicados e vencedores
O ano indicado refere-se ao da entrega do prêmio, na maioria das vezes relativo ao melhor filme produzido no ano anterior. Os vencedores aparecem destacados em negrito.
| Data                                 | Título original                                                      | Título em Portugal                              | Título no Brasil                                 |
| ------------------------------------ | -------------------------------------------------------------------- | ----------------------------------------------- | ------------------------------------------------ |
| 1.ª edição, 16 de maio de 1929       | Wings                                                                | Asas                                            | Asas                                             |
| 1.ª edição, 16 de maio de 1929       | 7th Heaven                                                           | A Hora Suprema                                  | Sétimo Céu                                       |
| 1.ª edição, 16 de maio de 1929       | The Racket                                                           | A Lei dos Fortes                                | A Lei dos Fortes                                 |
| 2.ª edição, 3 de abril de 1930       | The Broadway Melody                                                  | A Melodia da Broadway                           | Melodia na Broadway                              |
| 2.ª edição, 3 de abril de 1930       | Alibi                                                                | O Álibi                                         | O Peso da Lei                                    |
| 2.ª edição, 3 de abril de 1930       | The Hollywood Revue of 1929                                          | The Hollywood Revue of 1929                     | The Hollywood Revue of 1929                      |
| 2.ª edição, 3 de abril de 1930       | In Old Arizona                                                       | No Velho Arizona                                | Velho Arizona                                    |
| 2.ª edição, 3 de abril de 1930       | The Patriot                                                          | O Patriota                                      | Alta Traição                                     |
| 3.ª edição, 5 de novembro de 1930    | All Quiet on the Western Front                                       | A Oeste Nada de Novo                            | Nada de Novo no Front / Sem Novidades no Front   |
| 3.ª edição, 5 de novembro de 1930    | The Big House                                                        | O Presídio                                      | O Presídio                                       |
| 3.ª edição, 5 de novembro de 1930    | Disraeli                                                             | Disraeli                                        | Disraeli                                         |
| 3.ª edição, 5 de novembro de 1930    | The Divorcee                                                         | A Divorciada                                    | A Divorciada                                     |
| 3.ª edição, 5 de novembro de 1930    | The Love Parade                                                      | A Parada do Amor                                | Alvorada do Amor                                 |
| 4.ª edição, 10 de novembro de 1931   | Cimarron                                                             | Cimarron                                        | Cimarron                                         |
| 4.ª edição, 10 de novembro de 1931   | East Lynne                                                           | Saudade                                         | Lágrimas de Amor                                 |
| 4.ª edição, 10 de novembro de 1931   | The Front Page                                                       | The Front Page                                  | Última Hora                                      |
| 4.ª edição, 10 de novembro de 1931   | Skippy                                                               | Skippy                                          | Skippy                                           |
| 4.ª edição, 10 de novembro de 1931   | Trader Horn                                                          | Trader Horn                                     | Trader Horn                                      |
| 5.ª edição, 18 de novembro de 1932   | Grand Hotel                                                          | Grande Hotel                                    | Grande Hotel                                     |
| 5.ª edição, 18 de novembro de 1932   | Arrowsmith                                                           | Arrowsmith                                      | Médico e Amante                                  |
| 5.ª edição, 18 de novembro de 1932   | Bad Girl                                                             | Uma Jóia de Rapariga                            | Depois do Casamento                              |
| 5.ª edição, 18 de novembro de 1932   | The Champ                                                            | O Campeão                                       | O Campeão                                        |
| 5.ª edição, 18 de novembro de 1932   | Five Star Final                                                      | Five Star Final                                 | Sede de Escândalo                                |
| 5.ª edição, 18 de novembro de 1932   | One Hour With You                                                    | Uma Hora Contigo                                | Uma Hora Contigo                                 |
| 5.ª edição, 18 de novembro de 1932   | Shanghai Express                                                     | O Expresso de Xangai                            | O Expresso de Shangai                            |
| 5.ª edição, 18 de novembro de 1932   | The Smiling Lieutenant                                               | O Tenente Sedutor                               | O Tenente Sedutor                                |
| 6.ª edição, 16 de março de 1934      | Cavalcade                                                            | Cavalgada                                       | Cavalgada                                        |
| 6.ª edição, 16 de março de 1934      | 42nd Street                                                          | Rua 42                                          | Rua 42                                           |
| 6.ª edição, 16 de março de 1934      | A Farewell to Arms                                                   | O Adeus às Armas                                | Adeus às Armas                                   |
| 6.ª edição, 16 de março de 1934      | I Am a Fugitive from a Chain Gang                                    | Eu Sou Um Evadido                               | O Fugitivo                                       |
| 6.ª edição, 16 de março de 1934      | Lady for a Day                                                       | Milionária Por Um Dia                           | Dama Por Um Dia                                  |
| 6.ª edição, 16 de março de 1934      | Little Women                                                         | As Mulherzinhas                                 | As Quatro Irmãs                                  |
| 6.ª edição, 16 de março de 1934      | The Private Life of Henry VIII                                       | A Vida Privada de Henrique VIII                 | Os Amores de Henrique VIII                       |
| 6.ª edição, 16 de março de 1934      | She Done Him Wrong                                                   | Uma Loira Para Três                             | Uma Loira Para Três                              |
| 6.ª edição, 16 de março de 1934      | Smilin' Through                                                      | O Amor Que Não Morreu                           | O Amor Que Não Morreu                            |
| 6.ª edição, 16 de março de 1934      | State Fair                                                           | Feira de Ilusões                                | Feira de Ilusões                                 |
| 7.ª edição, 27 de fevereiro de 1935  | It Happened One Night                                                | Uma Noite Aconteceu                             | Aconteceu Naquela Noite                          |
| 7.ª edição, 27 de fevereiro de 1935  | The Barretts of Wimpole Street                                       | A Família Barrett                               | A Família Barrett                                |
| 7.ª edição, 27 de fevereiro de 1935  | Cleopatra                                                            | Cleopatra                                       | Cleopatra                                        |
| 7.ª edição, 27 de fevereiro de 1935  | Flirtation Walk                                                      | Começou Num Automóvel                           | Miss Generala                                    |
| 7.ª edição, 27 de fevereiro de 1935  | The Gay Divorcee                                                     | A Alegre Divorciada                             | A Alegre Divorciada                              |
| 7.ª edição, 27 de fevereiro de 1935  | Here Comes the Navy                                                  | Marinheiros em Terra                            | Aí Vem a Marinha                                 |
| 7.ª edição, 27 de fevereiro de 1935  | The House of Rothschild                                              | A Casa Rothschild                               | A Casa de Rothschild                             |
| 7.ª edição, 27 de fevereiro de 1935  | Imitation of Life                                                    | Espelho da vida                                 | Imitação da Vida                                 |
| 7.ª edição, 27 de fevereiro de 1935  | One Night of Love                                                    | Uma Noite de Amor                               | Uma Noite de Amor                                |
| 7.ª edição, 27 de fevereiro de 1935  | The Thin Man                                                         | O Homem Sombra                                  | A Comédia dos Acusados                           |
| 7.ª edição, 27 de fevereiro de 1935  | Viva Villa!                                                          | Viva Villa!                                     | Viva Villa!                                      |
| 7.ª edição, 27 de fevereiro de 1935  | The White Parade                                                     | The White Parade                                | The White Parade                                 |
| 8.ª edição, 5 de março de 1936       | Mutiny on the Bounty                                                 | Revolta na Bounty                               | O Grande Motim                                   |
| 8.ª edição, 5 de março de 1936       | Alice Adams                                                          | Sonhos Dourados                                 | A Mulher Que Soube Amar                          |
| 8.ª edição, 5 de março de 1936       | Broadway Melody of 1936                                              | Melodia da Broadway de 1936                     | Melodia da Broadway de 1936                      |
| 8.ª edição, 5 de março de 1936       | Captain Blood                                                        | Capitão Blood                                   | Capitão Blood                                    |
| 8.ª edição, 5 de março de 1936       | David Copperfield                                                    | David Copperfield                               | David Copperfield                                |
| 8.ª edição, 5 de março de 1936       | The Informer                                                         | O Denunciante                                   | O Delator                                        |
| 8.ª edição, 5 de março de 1936       | Les Misérables                                                       | Os Miseráveis                                   | Os Miseráveis                                    |
| 8.ª edição, 5 de março de 1936       | The Lives of a Bengal Lancer                                         | Lanceiros da Índia                              | Lanceiros da Índia                               |
| 8.ª edição, 5 de março de 1936       | A Midsummer Night's Dream                                            | Sonho de Uma Noite de Verão                     | Sonho de Uma Noite de Verão                      |
| 8.ª edição, 5 de março de 1936       | Naughty Marietta                                                     | Oh! Marietta                                    | Oh! Marietta                                     |
| 8.ª edição, 5 de março de 1936       | Ruggles of Red Gap                                                   | O Extravagante Sr. Ruggles                      | Vamos à América                                  |
| 8.ª edição, 5 de março de 1936       | Top Hat                                                              | Chapéu Alto                                     | O Picolino                                       |
| 9.ª edição, 4 de março de 1937       | The Great Ziegfeld                                                   | O Grande Ziegfeld                               | Ziegfeld - O Criador de Estrelas                 |
| 9.ª edição, 4 de março de 1937       | Anthony Adverse                                                      | Adversidade                                     | Adversidade                                      |
| 9.ª edição, 4 de março de 1937       | Dodsworth                                                            | Veneno Europeu                                  | Fogo de Outono                                   |
| 9.ª edição, 4 de março de 1937       | Libeled Lady                                                         | Dois e Dois… Quatro                             | Casado Com Minha Noiva                           |
| 9.ª edição, 4 de março de 1937       | Mr. Deeds Goes to Town                                               | Doido Com Juízo                                 | O Galante Mr. Deeds                              |
| 9.ª edição, 4 de março de 1937       | Romeo and Juliet                                                     | Romeu e Julieta                                 | Romeu e Julieta                                  |
| 9.ª edição, 4 de março de 1937       | San Francisco                                                        | San Francisco                                   | San Francisco - A Cidade do Pecado               |
| 9.ª edição, 4 de março de 1937       | The Story of Louis Pasteur                                           | A Vida de Pasteur                               | A Vida de Louis Pasteur                          |
| 9.ª edição, 4 de março de 1937       | A Tale of Two Cities                                                 | História de Duas Cidades                        | A Queda da Bastilha                              |
| 9.ª edição, 4 de março de 1937       | Three Smart Girls                                                    | Três Raparigas Modernas                         | Três Pequenas do Barulho                         |
| 10.ª edição, 10 de março de 1938     | The Life of Emile Zola                                               | A Vida de Zola                                  | Émile Zola                                       |
| 10.ª edição, 10 de março de 1938     | The Awful Truth                                                      | Com a Verdade Me Enganas                        | Cupido É Moleque Teimoso                         |
| 10.ª edição, 10 de março de 1938     | Captains Courageous                                                  | Lobos do Mar                                    | Marujo Intrépido                                 |
| 10.ª edição, 10 de março de 1938     | Dead End                                                             | Ruas de Nova Iorque                             | Beco Sem Saída                                   |
| 10.ª edição, 10 de março de 1938     | The Good Earth                                                       | Terra Bendita                                   | Terra dos Deuses                                 |
| 10.ª edição, 10 de março de 1938     | In Old Chicago                                                       | O Incêndio de Chicago                           | No Velho Chicago                                 |
| 10.ª edição, 10 de março de 1938     | Lost Horizon                                                         | Horizonte Perdido                               | Horizonte Perdido                                |
| 10.ª edição, 10 de março de 1938     | One Hundred Men and a Girl                                           | Cem Homens e Uma Rapariga                       | Cem Homens e Uma Menina                          |
| 10.ª edição, 10 de março de 1938     | Stage Door                                                           | A Porta das Estrelas                            | No Teatro da Vida                                |
| 10.ª edição, 10 de março de 1938     | A Star Is Born                                                       | Nasceu Uma Estrela                              | Nasce Uma Estrela                                |
| 11.ª edição, 23 de fevereiro de 1939 | You Can't Take It with You                                           | Não o Levarás Contigo                           | Do Mundo Nada Se Leva                            |
| 11.ª edição, 23 de fevereiro de 1939 | The Adventures of Robin Hood                                         | As Aventuras de Robin dos Bosques               | As Aventuras de Robin Hood                       |
| 11.ª edição, 23 de fevereiro de 1939 | Alexander's Ragtime Band                                             | Sinfonias Modernas                              | Epopéia do Jazz                                  |
| 11.ª edição, 23 de fevereiro de 1939 | Boys Town                                                            | Homens de Amanhã                                | Com os Braços Abertos                            |
| 11.ª edição, 23 de fevereiro de 1939 | The Citadel                                                          | A Cidadela                                      | A Cidadela                                       |
| 11.ª edição, 23 de fevereiro de 1939 | Four Daughters                                                       | Quatro Filhas                                   | Quatro Filhas                                    |
| 11.ª edição, 23 de fevereiro de 1939 | La Grande Illusion                                                   | A Grande Ilusão                                 | A Grande Ilusão                                  |
| 11.ª edição, 23 de fevereiro de 1939 | Jezebel                                                              | Jezebel - A Insubmissa                          | Jezebel                                          |
| 11.ª edição, 23 de fevereiro de 1939 | Pygmalion                                                            | Pigmalião                                       | Pigmaleão                                        |
| 11.ª edição, 23 de fevereiro de 1939 | Test Pilot                                                           | Os Heróis de Hoje                               | Piloto de Provas                                 |
| 12.ª edição, 29 de fevereiro de 1940 | Gone With the Wind                                                   | E Tudo o Vento Levou                            | …E o Vento Levou                                 |
| 12.ª edição, 29 de fevereiro de 1940 | Dark Victory                                                         | Vitória Amarga                                  | Vitória Amarga                                   |
| 12.ª edição, 29 de fevereiro de 1940 | Goodbye, Mr. Chips                                                   | Adeus Mr. Chips                                 | Adeus Mr. Chips                                  |
| 12.ª edição, 29 de fevereiro de 1940 | Love Affair                                                          | O Amor da Minha Vida                            | Duas Vidas                                       |
| 12.ª edição, 29 de fevereiro de 1940 | Mr. Smith Goes to Washington                                         | Peço a Palavra                                  | A Mulher Faz o Homem                             |
| 12.ª edição, 29 de fevereiro de 1940 | Ninotchka                                                            | Ninotchka                                       | Ninotchka                                        |
| 12.ª edição, 29 de fevereiro de 1940 | Of Mice and Men                                                      | Ratos e Homens                                  | Carícia Fatal                                    |
| 12.ª edição, 29 de fevereiro de 1940 | Stagecoach                                                           | Cavalgada Heróica                               | No Tempo das Diligências                         |
| 12.ª edição, 29 de fevereiro de 1940 | The Wizard of Oz                                                     | O Feiticeiro de Oz                              | O Mágico de Oz                                   |
| 12.ª edição, 29 de fevereiro de 1940 | Wuthering Heights                                                    | O Monte dos Vendavais                           | O Morro dos Ventos Uivantes                      |
| 13.ª edição, 27 de fevereiro de 1941 | Rebecca                                                              | Rebecca                                         | Rebecca - A Mulher Inesquecível                  |
| 13.ª edição, 27 de fevereiro de 1941 | All This, and Heaven Too                                             | Tudo Isto e o Céu Também                        | Tudo Isto e o Céu Também                         |
| 13.ª edição, 27 de fevereiro de 1941 | Foreign Correspondent                                                | Correspondente de Guerra                        | Correspondente Estrangeiro                       |
| 13.ª edição, 27 de fevereiro de 1941 | The Grapes of Wrath                                                  | As Vinhas da Ira                                | As Vinhas da Ira                                 |
| 13.ª edição, 27 de fevereiro de 1941 | The Great Dictator                                                   | O Grande Ditador                                | O Grande Ditador                                 |
| 13.ª edição, 27 de fevereiro de 1941 | Kitty Foyle                                                          | Kitty, a Rapariga da Gola Branca                | Kitty Foyle                                      |
| 13.ª edição, 27 de fevereiro de 1941 | The Letter                                                           | A Carta                                         | A Carta                                          |
| 13.ª edição, 27 de fevereiro de 1941 | The Long Voyage Home                                                 | Tormenta a Bordo                                | A Longa Viagem de Volta                          |
| 13.ª edição, 27 de fevereiro de 1941 | Our Town                                                             | A Nossa Cidade                                  | Nossa Cidade                                     |
| 13.ª edição, 27 de fevereiro de 1941 | The Philadelphia Story                                               | Casamento Escandaloso                           | Núpcias de Escândalo                             |
| 14.ª edição, 26 de fevereiro de 1942 | How Green Was My Valley                                              | O Vale Era Verde                                | Como Era Verde o Meu Vale                        |
| 14.ª edição, 26 de fevereiro de 1942 | Blossoms in the Dust                                                 | Flores do Pó                                    | Flores do Pó                                     |
| 14.ª edição, 26 de fevereiro de 1942 | Citizen Kane                                                         | O Mundo a Seus Pés                              | Cidadão Kane                                     |
| 14.ª edição, 26 de fevereiro de 1942 | Here Comes Mr. Jordan                                                | O Defunto Protesta                              | Que Espere o Céu                                 |
| 14.ª edição, 26 de fevereiro de 1942 | Hold Back the Dawn                                                   | A Minha História                                | A Porta de Ouro                                  |
| 14.ª edição, 26 de fevereiro de 1942 | The Little Foxes                                                     | Raposa Matreira                                 | Pérfida                                          |
| 14.ª edição, 26 de fevereiro de 1942 | The Maltese Falcon                                                   | Relíquia Macabra                                | Relíquia Macabra                                 |
| 14.ª edição, 26 de fevereiro de 1942 | One Foot in Heaven                                                   | Com Um Pé no Céu                                | Com Um Pé no Céu                                 |
| 14.ª edição, 26 de fevereiro de 1942 | Sergeant York                                                        | O Sargento York                                 | Sargento York                                    |
| 14.ª edição, 26 de fevereiro de 1942 | Suspicion                                                            | Suspeita                                        | Suspeita                                         |
| 15.ª edição, 4 de março de 1943      | Mrs. Miniver                                                         | A Família Miniver                               | Rosa de Esperança                                |
| 15.ª edição, 4 de março de 1943      | 49th Parallel                                                        | Os Invasores                                    | Invasão de Bárbaros                              |
| 15.ª edição, 4 de março de 1943      | Kings Row                                                            | Em Cada Coração Um Pecado                       | Em Cada Coração, Um Pecado                       |
| 15.ª edição, 4 de março de 1943      | The Magnificent Ambersons                                            | O Quarto Mandamento                             | Soberba                                          |
| 15.ª edição, 4 de março de 1943      | The Pied Piper                                                       | Bola de Neve                                    | Os Abandonados                                   |
| 15.ª edição, 4 de março de 1943      | The Pride of the Yankees                                             | O Ídolo                                         | Ídolo, Amante e Herói                            |
| 15.ª edição, 4 de março de 1943      | Random Harvest                                                       | A Noiva Perdida                                 | Na Noite do Passado                              |
| 15.ª edição, 4 de março de 1943      | The Talk of the Town                                                 | O Assunto do Dia                                | E a Vida Continua                                |
| 15.ª edição, 4 de março de 1943      | Wake Island                                                          | A Vingança dos Mortos                           | Nossos Mortos Serão Vingados                     |
| 15.ª edição, 4 de março de 1943      | Yankee Doodle Dandy                                                  | Canção Triunfal                                 | A Canção da Vitória                              |
| 16.ª edição, 2 de março de 1944      | Casablanca                                                           | Casablanca                                      | Casablanca                                       |
| 16.ª edição, 2 de março de 1944      | For Whom the Bell Tolls                                              | Por Quem os Sinos Dobram                        | Por Quem os Sinos Dobram                         |
| 16.ª edição, 2 de março de 1944      | Heaven Can Wait                                                      | O Céu Pode Esperar                              | O Diabo Disse Não                                |
| 16.ª edição, 2 de março de 1944      | The Human Comedy                                                     | A Comédia Humana                                | A Comédia Humana                                 |
| 16.ª edição, 2 de março de 1944      | In Which We Serve                                                    | Sangue, Suor e Lágrimas                         | Nosso Barco, Nossa Vida                          |
| 16.ª edição, 2 de março de 1944      | Madame Curie                                                         | Madame Curie                                    | Madame Curie                                     |
| 16.ª edição, 2 de março de 1944      | The More the Merrier                                                 | Gentes a Mais, Casas a Menos                    | Original Pecado / Quanto Mais, Melhor            |
| 16.ª edição, 2 de março de 1944      | The Ox-Bow Incident                                                  | Consciências Mortas                             | Consciências Mortas                              |
| 16.ª edição, 2 de março de 1944      | The Song of Bernadette                                               | A Canção de Bernadette                          | A Canção de Bernadette                           |
| 16.ª edição, 2 de março de 1944      | Watch on the Rhine                                                   | Horas de Tormenta                               | Horas de Tormenta                                |
| 17.ª edição, 15 de março de 1945     | Going My Way                                                         | O Bom Pastor                                    | O Bom Pastor                                     |
| 17.ª edição, 15 de março de 1945     | Double Indemnity                                                     | Pagos a Dobrar                                  | Pacto de Sangue                                  |
| 17.ª edição, 15 de março de 1945     | Gaslight                                                             | Meia Luz                                        | À Meia Luz                                       |
| 17.ª edição, 15 de março de 1945     | Since You Went Away                                                  | Desde Que Tu Partiste                           | Desde Que Partiste                               |
| 17.ª edição, 15 de março de 1945     | Wilson                                                               | Wilson                                          | Wilson                                           |
| 18.ª edição, 7 de março de 1946      | The Lost Weekend                                                     | Farrapo Humano                                  | Farrapo Humano                                   |
| 18.ª edição, 7 de março de 1946      | Anchors Aweigh                                                       | Paixão de Marinheiro                            | Marujos do Amor                                  |
| 18.ª edição, 7 de março de 1946      | The Bells of St. Mary's                                              | Os Sinos de Santa Maria                         | Os Sinos de Santa Maria                          |
| 18.ª edição, 7 de março de 1946      | Mildred Pierce                                                       | Alma em Suplício                                | Alma em Suplício                                 |
| 18.ª edição, 7 de março de 1946      | Spellbound                                                           | A Casa Encantada                                | Quando Fala o Coração                            |
| 19.ª edição, 13 de março de 1947     | The Best Years of Our Lives                                          | Os Melhores Anos das Nossas Vidas               | Os Melhores Anos de Nossas Vidas                 |
| 19.ª edição, 13 de março de 1947     | Henry V                                                              | Henrique V                                      | Henrique V                                       |
| 19.ª edição, 13 de março de 1947     | It's a Wonderful Life                                                | Do Céu Caiu Uma Estrela                         | A Felicidade Não Se Compra                       |
| 19.ª edição, 13 de março de 1947     | The Razor's Edge                                                     | O Fio da Navalha                                | O Fio da Navalha                                 |
| 19.ª edição, 13 de março de 1947     | The Yearling                                                         | O Despertar                                     | Virtude Selvagem                                 |
| 20.ª edição, 20 de março de 1948     | Gentleman's Agreement                                                | A Luz É Para Todos                              | A Luz É Para Todos                               |
| 20.ª edição, 20 de março de 1948     | The Bishop's Wife                                                    | O Anjo e o Bispo                                | Um Anjo Caiu do Céu                              |
| 20.ª edição, 20 de março de 1948     | Crossfire                                                            | Encruzilhada                                    | Rancor                                           |
| 20.ª edição, 20 de março de 1948     | Great Expectations                                                   | Grandes Esperanças                              | Grandes Esperanças                               |
| 20.ª edição, 20 de março de 1948     | Miracle on 34th Street                                               | De Ilusão Também Se Vive                        | Milagre na rua 34                                |
| 21.ª edição, 24 de março de 1949     | Hamlet                                                               | Hamlet                                          | Hamlet                                           |
| 21.ª edição, 24 de março de 1949     | Johnny Belinda                                                       | Belinda, a Escrava do Silêncio                  | Belinda                                          |
| 21.ª edição, 24 de março de 1949     | The Red Shoes                                                        | Os Sapatos Vermelhos                            | Sapatinhos Vermelhos                             |
| 21.ª edição, 24 de março de 1949     | The Snake Pit                                                        | O Fosso das Víboras                             | Na Cova das Serpentes                            |
| 21.ª edição, 24 de março de 1949     | The Treasure of the Sierra Madre                                     | O Tesouro da Sierra Madre                       | O Tesouro de Sierra Madre                        |
| 22.ª edição, 23 de março de 1950     | All the King's Men                                                   | A Corrupção do Poder                            | A Grande Ilusão                                  |
| 22.ª edição, 23 de março de 1950     | Battleground                                                         | Campo de Batalha                                | O Preço da Glória                                |
| 22.ª edição, 23 de março de 1950     | The Heiress                                                          | A Herdeira                                      | Tarde Demais                                     |
| 22.ª edição, 23 de março de 1950     | A Letter to Three Wives                                              | Carta a Três Mulheres                           | Quem É o Infiel?                                 |
| 22.ª edição, 23 de março de 1950     | Twelve O'Clock High                                                  | Almas em Chamas                                 | Almas em Chamas                                  |
| 23.ª edição, 29 de março de 1951     | All About Eve                                                        | Eva                                             | A Malvada                                        |
| 23.ª edição, 29 de março de 1951     | Born Yesterday                                                       | A Mulher Que Nasceu Ontem                       | Nascida Ontem                                    |
| 23.ª edição, 29 de março de 1951     | Father of the Bride                                                  | O Pai da Noiva                                  | O Pai da Noiva                                   |
| 23.ª edição, 29 de março de 1951     | King Solomon's Mines                                                 | As Minas de Salomão                             | As Minas do Rei Salomão                          |
| 23.ª edição, 29 de março de 1951     | Sunset Boulevard                                                     | Crepúsculo dos Deuses                           | Crepúsculo dos Deuses                            |
| 24.ª edição, 20 de março de 1952     | An American in Paris                                                 | Um Americano em Paris                           | Sinfonia de Paris                                |
| 24.ª edição, 20 de março de 1952     | Decision Before Dawn                                                 | A Legião dos Condenados                         | Decisão Antes do Amanhecer                       |
| 24.ª edição, 20 de março de 1952     | A Place in the Sun                                                   | Um Lugar ao Sol                                 | Um Lugar ao Sol                                  |
| 24.ª edição, 20 de março de 1952     | Quo Vadis                                                            | Quo Vadis                                       | Quo Vadis                                        |
| 24.ª edição, 20 de março de 1952     | A Streetcar Named Desire                                             | Um Eléctrico Chamado Desejo                     | Uma Rua Chamada Pecado                           |
| 25.ª edição, 19 de março de 1953     | The Greatest Show on Earth                                           | O Maior Espectáculo do Mundo                    | O Maior Espetáculo da Terra                      |
| 25.ª edição, 19 de março de 1953     | High Noon                                                            | O Comboio Apitou Três Vezes                     | Matar ou Morrer                                  |
| 25.ª edição, 19 de março de 1953     | Ivanhoe                                                              | Ivanhoe                                         | Ivanhoé, o Vingador do Rei                       |
| 25.ª edição, 19 de março de 1953     | Moulin Rouge                                                         | Moulin Rouge                                    | Moulin Rouge                                     |
| 25.ª edição, 19 de março de 1953     | The Quiet Man                                                        | O Homem Tranquilo                               | Depois do Vendaval                               |
| 26.ª edição, 21 de março de 1954     | From Here to Eternity                                                | Até à Eternidade                                | A Um Passo da Eternidade                         |
| 26.ª edição, 21 de março de 1954     | Julius Caesar                                                        | Júlio César                                     | Júlio César                                      |
| 26.ª edição, 21 de março de 1954     | The Robe                                                             | A Túnica                                        | O Manto Sagrado                                  |
| 26.ª edição, 21 de março de 1954     | Roman Holiday                                                        | Férias em Roma                                  | A Princesa e o Plebeu                            |
| 26.ª edição, 21 de março de 1954     | Shane                                                                | Shane                                           | Os Brutos Também Amam                            |
| 27.ª edição, 30 de março de 1955     | On the Waterfront                                                    | Há Lodo no Cais                                 | Sindicato de Ladrões                             |
| 27.ª edição, 30 de março de 1955     | The Caine Mutiny                                                     | Os Revoltados do Caine                          | A Nave da Revolta                                |
| 27.ª edição, 30 de março de 1955     | The Country Girl                                                     | Para Sempre                                     | Amar É Sofrer                                    |
| 27.ª edição, 30 de março de 1955     | Seven Brides for Seven Brothers                                      | Sete Noivas Para Sete Irmãos                    | Sete Noivas Para Sete Irmãos                     |
| 27.ª edição, 30 de março de 1955     | Three Coins in the Fountain                                          | A Fonte dos Desejos                             | A Fonte dos Desejos                              |
| 28.ª edição, 21 de março de 1956     | Marty                                                                | Marty                                           | Marty                                            |
| 28.ª edição, 21 de março de 1956     | Love Is a Many-Splendored Thing                                      | A Colina da Saudade                             | Suplício de uma Saudade                          |
| 28.ª edição, 21 de março de 1956     | Mister Roberts                                                       | Mister Roberts                                  | Mister Roberts                                   |
| 28.ª edição, 21 de março de 1956     | Picnic                                                               | Piquenique                                      | Férias de Amor                                   |
| 28.ª edição, 21 de março de 1956     | The Rose Tattoo                                                      | A Rosa Tatuada                                  | A Rosa Tatuada                                   |
| 29.ª edição, 27 de março de 1957     | Around the World in 80 Days                                          | A Volta ao Mundo em 80 Dias                     | A Volta ao Mundo em 80 Dias                      |
| 29.ª edição, 27 de março de 1957     | Friendly Persuasion                                                  | Sublime Tentação                                | Sublime Tentação                                 |
| 29.ª edição, 27 de março de 1957     | Giant                                                                | O Gigante                                       | Assim Caminha a Humanidade                       |
| 29.ª edição, 27 de março de 1957     | The King and I                                                       | O Rei e Eu                                      | O Rei e Eu                                       |
| 29.ª edição, 27 de março de 1957     | The Ten Commandments                                                 | Os Dez Mandamentos                              | Os Dez Mandamentos                               |
| 30.ª edição, 26 de março de 1958     | The Bridge on the River Kwai                                         | A Ponte do Rio Kwai                             | A Ponte do Rio Kwai                              |
| 30.ª edição, 26 de março de 1958     | 12 Angry Men                                                         | Doze Homens em Fúria                            | Doze Homens e Uma Sentença                       |
| 30.ª edição, 26 de março de 1958     | Peyton Place                                                         | Amar Não É Pecado                               | A Caldeira do Diabo                              |
| 30.ª edição, 26 de março de 1958     | Sayonara                                                             | Sayonara                                        | Sayonara                                         |
| 30.ª edição, 26 de março de 1958     | Witness for the Prosecution                                          | Testemunha de Acusação                          | Testemunha de Acusação                           |
| 31.ª edição, 6 de abril de 1959      | Gigi                                                                 | Gigi                                            | Gigi                                             |
| 31.ª edição, 6 de abril de 1959      | Auntie Mame                                                          | Uma Tia dos Diabos                              | A Mulher do Século                               |
| 31.ª edição, 6 de abril de 1959      | Cat on a Hot Tin Roof                                                | Gata em Telhado de Zinco Quente                 | Gata em Teto de Zinco Quente                     |
| 31.ª edição, 6 de abril de 1959      | The Defiant Ones                                                     | Os Audaciosos                                   | Acorrentados                                     |
| 31.ª edição, 6 de abril de 1959      | Separate Tables                                                      | Vidas Separadas                                 | Vidas Separadas                                  |
| 32.ª edição, 4 de abril de 1960      | Ben-Hur                                                              | Ben-Hur                                         | Ben-Hur                                          |
| 32.ª edição, 4 de abril de 1960      | Anatomy of a Murder                                                  | Anatomia de um Crime                            | Anatomia de um Crime                             |
| 32.ª edição, 4 de abril de 1960      | The Diary of Anne Frank                                              | O Diário de Anne Frank                          | O Diário de Anne Frank                           |
| 32.ª edição, 4 de abril de 1960      | The Nun's Story                                                      | A História de uma Freira                        | Uma Cruz à Beira do Abismo                       |
| 32.ª edição, 4 de abril de 1960      | Room at the Top                                                      | Um Lugar na Alta Roda                           | Almas em Leilão                                  |
| 33.ª edição, 17 de abril de 1961     | The Apartment                                                        | O Apartamento                                   | Se Meu Apartamento Falasse                       |
| 33.ª edição, 17 de abril de 1961     | The Alamo                                                            | Álamo                                           | O Álamo                                          |
| 33.ª edição, 17 de abril de 1961     | Elmer Gantry                                                         | O Falso Profeta                                 | Entre Deus e o Pecado                            |
| 33.ª edição, 17 de abril de 1961     | Sons and Lovers                                                      | Filhos e Apaixonadas                            | Filhos e Amantes                                 |
| 33.ª edição, 17 de abril de 1961     | The Sundowners                                                       | Três Vidas Errantes                             | Peregrina de Esperança                           |
| 34.ª edição, 9 de abril de 1962      | West Side Story                                                      | Amor Sem Barreiras                              | Amor, Sublime Amor                               |
| 34.ª edição, 9 de abril de 1962      | Fanny                                                                | Fanny                                           | Fanny                                            |
| 34.ª edição, 9 de abril de 1962      | The Guns of Navarone                                                 | Os Canhões de Navarone                          | Os Canhões de Navarone                           |
| 34.ª edição, 9 de abril de 1962      | The Hustler                                                          | A Vida É um Jogo                                | Desafio à Corrupção                              |
| 34.ª edição, 9 de abril de 1962      | Judgment at Nuremberg                                                | Julgamento em Nuremberga                        | Julgamento em Nuremberg                          |
| 35.ª edição, 8 de abril de 1963      | Lawrence of Arabia                                                   | Lawrence da Arábia                              | Lawrence da Arábia                               |
| 35.ª edição, 8 de abril de 1963      | The Longest Day                                                      | O Dia Mais Longo                                | O Mais Longo dos Dias                            |
| 35.ª edição, 8 de abril de 1963      | The Music Man                                                        | O Músico                                        | Vendedor de Ilusões                              |
| 35.ª edição, 8 de abril de 1963      | Mutiny on the Bounty                                                 | Revolta na Bounty                               | O Grande Motim                                   |
| 35.ª edição, 8 de abril de 1963      | To Kill a Mockingbird                                                | Na Sombra e no Silêncio                         | O Sol É Para Todos                               |
| 36.ª edição, 13 de abril de 1964     | Tom Jones                                                            | Tom Jones, Romântico e Aventureiro              | As Aventuras de Tom Jones                        |
| 36.ª edição, 13 de abril de 1964     | America, America                                                     | América, América                                | Terra de um Sonho Distante                       |
| 36.ª edição, 13 de abril de 1964     | Cleopatra                                                            | Cleopatra                                       | Cleópatra                                        |
| 36.ª edição, 13 de abril de 1964     | How the West Was Won                                                 | A Conquista do Oeste                            | A Conquista do Oeste                             |
| 36.ª edição, 13 de abril de 1964     | Lilies of the Field                                                  | Lírios do Campo                                 | Uma Voz nas Sombras                              |
| 37.ª edição, 5 de abril de 1965      | My Fair Lady                                                         | Minha Linda Senhora                             | Minha Bela Dama                                  |
| 37.ª edição, 5 de abril de 1965      | Becket                                                               | Becket                                          | Becket                                           |
| 37.ª edição, 5 de abril de 1965      | Dr. Strangelove or: How I Learned to Stop Worrying and Love the Bomb | Dr. Estranho Amor                               | Dr. Fantástico                                   |
| 37.ª edição, 5 de abril de 1965      | Mary Poppins                                                         | Mary Poppins                                    | Mary Poppins                                     |
| 37.ª edição, 5 de abril de 1965      | Zorba the Greek                                                      | Zorba, o Grego                                  | Zorba, o Grego                                   |
| 38.ª edição, 18 de abril de 1966     | The Sound of Music                                                   | Música no Coração                               | A Noviça Rebelde                                 |
| 38.ª edição, 18 de abril de 1966     | Darling                                                              | Darling                                         | Darling, a Que Amou Demais                       |
| 38.ª edição, 18 de abril de 1966     | Doctor Zhivago                                                       | Doutor Jivago                                   | Doutor Jivago                                    |
| 38.ª edição, 18 de abril de 1966     | Ship of Fools                                                        | A Nave dos Loucos                               | A Nau dos Insensatos                             |
| 38.ª edição, 18 de abril de 1966     | A Thousand Clowns                                                    | Mil Palhaços                                    | Mil Palhaços                                     |
| 39.ª edição, 10 de abril de 1967     | A Man for All Seasons                                                | Um Homem Para a Eternidade                      | O Homem Que Não Vendeu Sua Alma                  |
| 39.ª edição, 10 de abril de 1967     | Alfie                                                                | Alfie                                           | Como Conquistar as Mulheres                      |
| 39.ª edição, 10 de abril de 1967     | The Russians Are Coming                                              | Vêm Aí os Russos                                | Os Russos Estão Chegando                         |
| 39.ª edição, 10 de abril de 1967     | The Sand Pebbles                                                     | Yang-Tsé em Chamas                              | O Canhoneiro do Yang-Tsé                         |
| 39.ª edição, 10 de abril de 1967     | Who's Afraid of Virginia Woolf?                                      | Quem Tem Medo de Virginia Woolf?                | Quem Tem Medo de Virginia Woolf?                 |
| 40.ª edição, 10 de abril de 1968     | In the Heat of the Night                                             | No Calor da Noite                               | No Calor da Noite                                |
| 40.ª edição, 10 de abril de 1968     | Bonnie and Clyde                                                     | Bonnie e Clyde                                  | Uma Rajada de Balas                              |
| 40.ª edição, 10 de abril de 1968     | Doctor Dolittle                                                      | O Extravagante Dr. Dolittle                     | O Fabuloso Doutor Dolittle                       |
| 40.ª edição, 10 de abril de 1968     | The Graduate                                                         | A Primeira Noite                                | A Primeira Noite de um Homem                     |
| 40.ª edição, 10 de abril de 1968     | Guess Who's Coming to Dinner                                         | Adivinha Quem Vem Jantar                        | Adivinhe Quem Vem para Jantar                    |
| 41.ª edição, 14 de abril de 1969     | Oliver!                                                              | Oliver!                                         | Oliver!                                          |
| 41.ª edição, 14 de abril de 1969     | Funny Girl                                                           | Funny Girl - Uma Rapariga Endiabrada            | Funny Girl - Uma Garota Genial                   |
| 41.ª edição, 14 de abril de 1969     | The Lion in Winter                                                   | O Leão no Inverno                               | O Leão no Inverno                                |
| 41.ª edição, 14 de abril de 1969     | Rachel, Rachel                                                       | Raquel, Raquel                                  | Rachel, Rachel                                   |
| 41.ª edição, 14 de abril de 1969     | Romeo and Juliet                                                     | Romeu e Julieta                                 | Romeu e Julieta                                  |
| 42.ª edição, 7 de abril de 1970      | Midnight Cowboy                                                      | O Cowboy da Meia-noite                          | Perdidos na Noite                                |
| 42.ª edição, 7 de abril de 1970      | Anne of the Thousand Days                                            | Rainha por Mil Dias                             | Ana dos Mil Dias                                 |
| 42.ª edição, 7 de abril de 1970      | Butch Cassidy and the Sundance Kid                                   | Dois Homens e um Destino                        | Butch Cassidy                                    |
| 42.ª edição, 7 de abril de 1970      | Hello, Dolly!                                                        | Hello, Dolly!                                   | Alô, Dolly!                                      |
| 42.ª edição, 7 de abril de 1970      | Z                                                                    | Z - A Orgia do Poder                            | Z                                                |
| 43.ª edição, 15 de abril de 1971     | Patton                                                               | Patton                                          | Patton, Rebelde ou Herói?                        |
| 43.ª edição, 15 de abril de 1971     | Airport                                                              | Aeroporto                                       | Aeroporto                                        |
| 43.ª edição, 15 de abril de 1971     | Five Easy Pieces                                                     | Destinos Opostos                                | Cada um Vive Como Quer                           |
| 43.ª edição, 15 de abril de 1971     | Love Story                                                           | Love Story - História de Amor                   | Love Story - Uma História de Amor                |
| 43.ª edição, 15 de abril de 1971     | M*A*S*H                                                              | M*A*S*H                                         | M*A*S*H                                          |
| 44.ª edição, 10 de abril de 1972     | The French Connection                                                | Os Incorruptíveis Contra a Droga                | Operação França                                  |
| 44.ª edição, 10 de abril de 1972     | A Clockwork Orange                                                   | Laranja Mecânica                                | Laranja Mecânica                                 |
| 44.ª edição, 10 de abril de 1972     | Fiddler on the Roof                                                  | Um Violino no Telhado                           | Um Violinista no Telhado                         |
| 44.ª edição, 10 de abril de 1972     | The Last Picture Show                                                | A Última Sessão                                 | A Última Sessão de Cinema                        |
| 44.ª edição, 10 de abril de 1972     | Nicholas and Alexandra                                               | Nicolau e Alexandra                             | Nicholas e Alexandra                             |
| 45.ª edição, 27 de março de 1973     | The Godfather                                                        | O Padrinho                                      | O Poderoso Chefão                                |
| 45.ª edição, 27 de março de 1973     | Cabaret                                                              | Cabaret - Adeus Berlim                          | Cabaret                                          |
| 45.ª edição, 27 de março de 1973     | Deliverance                                                          | Fim-de-Semana Alucinante                        | Amargo Pesadelo                                  |
| 45.ª edição, 27 de março de 1973     | Utvandrarna                                                          | Os Emigrantes                                   | Os Emigrantes                                    |
| 45.ª edição, 27 de março de 1973     | Sounder                                                              | Esperança                                       | Sounder - Lágrimas de Esperança                  |
| 46.ª edição, 2 de abril de 1974      | The Sting                                                            | A Golpada                                       | Golpe de Mestre                                  |
| 46.ª edição, 2 de abril de 1974      | American Graffiti                                                    | Nova Geração                                    | Loucuras de Verão                                |
| 46.ª edição, 2 de abril de 1974      | Cries and Whispers                                                   | Lágrimas e Suspiros                             | Gritos e Sussurros                               |
| 46.ª edição, 2 de abril de 1974      | The Exorcist                                                         | O Exorcista                                     | O Exorcista                                      |
| 46.ª edição, 2 de abril de 1974      | A Touch of Class                                                     | Um Toque de Classe                              | Um Toque de Classe                               |
| 47.ª edição, 8 de abril de 1975      | The Godfather: Part II                                               | O Padrinho: Parte II                            | O Poderoso Chefão: Parte 2                       |
| 47.ª edição, 8 de abril de 1975      | Chinatown                                                            | Chinatown                                       | Chinatown                                        |
| 47.ª edição, 8 de abril de 1975      | The Conversation                                                     | O Vigilante                                     | A Conversação                                    |
| 47.ª edição, 8 de abril de 1975      | Lenny                                                                | Lenny                                           | Lenny                                            |
| 47.ª edição, 8 de abril de 1975      | The Towering Inferno                                                 | A Torre do Inferno                              | Inferno na Torre                                 |
| 48.ª edição, 29 de março de 1976     | One Flew Over the Cuckoo's Nest                                      | Voando Sobre um Ninho de Cucos                  | Um Estranho no Ninho                             |
| 48.ª edição, 29 de março de 1976     | Barry Lyndon                                                         | Barry Lindon                                    | Barry Lyndon                                     |
| 48.ª edição, 29 de março de 1976     | Dog Day Afternoon                                                    | Um Dia de Cão                                   | Um Dia de Cão                                    |
| 48.ª edição, 29 de março de 1976     | Jaws                                                                 | Tubarão                                         | Tubarão                                          |
| 48.ª edição, 29 de março de 1976     | Nashville                                                            | Nashville                                       | Nashville                                        |
| 49.ª edição, 28 de março de 1977     | Rocky                                                                | Rocky                                           | Rocky, um Lutador                                |
| 49.ª edição, 28 de março de 1977     | All the President's Men                                              | Os Homens do Presidente                         | Todos os Homens do Presidente                    |
| 49.ª edição, 28 de março de 1977     | Bound for Glory                                                      | Caminho da Glória                               | Esta Terra É Minha                               |
| 49.ª edição, 28 de março de 1977     | Network                                                              | Escândalo na TV                                 | Rede de Intrigas                                 |
| 49.ª edição, 28 de março de 1977     | Taxi Driver                                                          | Taxi Driver                                     | Taxi Driver                                      |
| 50.ª edição, 3 de abril de 1978      | Annie Hall                                                           | Annie Hall                                      | Noivo Neurótico, Noiva Nervosa                   |
| 50.ª edição, 3 de abril de 1978      | The Goodbye Girl                                                     | Não Há Dois Sem Três                            | A Garota do Adeus                                |
| 50.ª edição, 3 de abril de 1978      | Julia                                                                | Júlia                                           | Júlia                                            |
| 50.ª edição, 3 de abril de 1978      | Star Wars                                                            | A Guerra das Estrelas                           | Star Wars: Episódio IV - Uma Nova Esperança      |
| 50.ª edição, 3 de abril de 1978      | The Turning Point                                                    | A Grande Decisão                                | Momento de Decisão                               |
| 51.ª edição, 9 de abril de 1979      | The Deer Hunter                                                      | O Caçador                                       | O Franco-Atirador                                |
| 51.ª edição, 9 de abril de 1979      | Coming Home                                                          | O Regresso dos Heróis                           | Amargo Regresso                                  |
| 51.ª edição, 9 de abril de 1979      | Heaven Can Wait                                                      | O Céu Pode Esperar                              | O Céu Pode Esperar                               |
| 51.ª edição, 9 de abril de 1979      | Midnight Express                                                     | O Expresso da Meia-Noite                        | O Expresso da Meia-Noite                         |
| 51.ª edição, 9 de abril de 1979      | An Unmarried Woman                                                   | Uma Mulher Só                                   | Uma Mulher Descasada                             |
| 52.ª edição, 14 de abril de 1980     | Kramer vs. Kramer                                                    | Kramer Contra Kramer                            | Kramer Versus Kramer                             |
| 52.ª edição, 14 de abril de 1980     | All That Jazz                                                        | All That Jazz - O Espectáculo Vai Começar       | All That Jazz - O Show Deve Continuar            |
| 52.ª edição, 14 de abril de 1980     | Apocalypse Now                                                       | Apocalypse Now                                  | Apocalypse Now                                   |
| 52.ª edição, 14 de abril de 1980     | Breaking Away                                                        | Os Quatro da Vida Airada                        | O Vencedor                                       |
| 52.ª edição, 14 de abril de 1980     | Norma Rae                                                            | Norma Rae                                       | Norma Rae                                        |
| 53.ª, 31 de março de 1981            | Ordinary People                                                      | Gente Vulgar                                    | Gente Como a Gente                               |
| 53.ª, 31 de março de 1981            | Coal Miner's Daughter                                                | A Filha do Mineiro                              | O Destino Mudou Sua Vida                         |
| 53.ª, 31 de março de 1981            | The Elephant Man                                                     | O Homem Elefante                                | O Homem Elefante                                 |
| 53.ª, 31 de março de 1981            | Raging Bull                                                          | Touro Enraivecido                               | Touro Indomável                                  |
| 53.ª, 31 de março de 1981            | Tess                                                                 | Tess                                            | Tess                                             |
| 54.ª edição, 29 de março de 1982     | Chariots of Fire                                                     | Momentos de Glória                              | Carruagens de Fogo                               |
| 54.ª edição, 29 de março de 1982     | Atlantic City                                                        | Atlantic City                                   | Atlantic City                                    |
| 54.ª edição, 29 de março de 1982     | On Golden Pond                                                       | A Casa do Lago                                  | Num Lago Dourado                                 |
| 54.ª edição, 29 de março de 1982     | Raiders of the Lost Ark                                              | Os Salteadores da Arca Perdida                  | Os Caçadores da Arca Perdida                     |
| 54.ª edição, 29 de março de 1982     | Reds                                                                 | Reds                                            | Reds                                             |
| 55.ª edição, 11 de abril de 1983     | Gandhi                                                               | Gandhi                                          | Gandhi                                           |
| 55.ª edição, 11 de abril de 1983     | E.T. the Extra-Terrestrial                                           | E.T. - O Extraterrestre                         | E.T. - O Extraterrestre                          |
| 55.ª edição, 11 de abril de 1983     | Missing                                                              | Desaparecido                                    | Missing - O Desaparecido                         |
| 55.ª edição, 11 de abril de 1983     | Tootsie                                                              | Tootsie                                         | Tootsie                                          |
| 55.ª edição, 11 de abril de 1983     | The Verdict                                                          | O Veredicto                                     | O Veredito                                       |
| 56.ª edição, 9 de abril de 1984      | Terms of Endearment                                                  | Laços de Ternura                                | Laços de Ternura                                 |
| 56.ª edição, 9 de abril de 1984      | The Big Chill                                                        | Os Amigos de Alex                               | O Reencontro                                     |
| 56.ª edição, 9 de abril de 1984      | The Dresser                                                          | The Dresser - O Companheiro                     | O Fiel Camareiro                                 |
| 56.ª edição, 9 de abril de 1984      | The Right Stuff                                                      | Os Eleitos                                      | Os Eleitos                                       |
| 56.ª edição, 9 de abril de 1984      | Tender Mercies                                                       | Amor e Compaixão                                | A Força do Carinho                               |
| 57.ª edição, 25 de março de 1985     | Amadeus                                                              | Amadeus                                         | Amadeus                                          |
| 57.ª edição, 25 de março de 1985     | The Killing Fields                                                   | Terra Sangrenta                                 | Gritos do Silêncio                               |
| 57.ª edição, 25 de março de 1985     | A Passage to India                                                   | Passagem para a Índia                           | Passagem para a Índia                            |
| 57.ª edição, 25 de março de 1985     | Places in the Heart                                                  | Lugares no Coração                              | Um Lugar no Coração                              |
| 57.ª edição, 25 de março de 1985     | A Soldier's Story                                                    | História do soldado                             | A História de um Soldado                         |
| 58.ª edição, 24 de março de 1986     | Out of Africa                                                        | África Minha                                    | Entre Dois Amores                                |
| 58.ª edição, 24 de março de 1986     | The Color Purple                                                     | A Cor Púrpura                                   | A Cor Púrpura                                    |
| 58.ª edição, 24 de março de 1986     | Kiss of the Spider Woman                                             | O Beijo da Mulher-Aranha                        | O Beijo da Mulher-Aranha                         |
| 58.ª edição, 24 de março de 1986     | Prizzi's Honor                                                       | A Honra dos Padrinhos                           | A Honra do Poderoso Prizzi                       |
| 58.ª edição, 24 de março de 1986     | Witness                                                              | A Testemunha                                    | A Testemunha                                     |
| 59.ª edição, 30 de março de 1987     | Platoon                                                              | Platoon - Os Bravos do Pelotão                  | Platoon                                          |
| 59.ª edição, 30 de março de 1987     | Children of a Lesser God                                             | Filhos de um Deus Menor                         | Filhos do Silêncio                               |
| 59.ª edição, 30 de março de 1987     | Hannah and Her Sisters                                               | Ana e as Suas Irmãs                             | Hannah e Suas Irmãs                              |
| 59.ª edição, 30 de março de 1987     | The Mission                                                          | A Missão                                        | A Missão                                         |
| 59.ª edição, 30 de março de 1987     | A Room with a View                                                   | Quarto com Vista sobre a Cidade                 | Uma Janela para o Amor                           |
| 60.ª edição, 11 de abril de 1988     | The Last Emperor                                                     | O Último Imperador                              | O Último Imperador                               |
| 60.ª edição, 11 de abril de 1988     | Broadcast News                                                       | Edição Especial                                 | Nos Bastidores da Notícia                        |
| 60.ª edição, 11 de abril de 1988     | Fatal Attraction                                                     | Atracção Fatal                                  | Atração Fatal                                    |
| 60.ª edição, 11 de abril de 1988     | Hope and Glory                                                       | Esperança e Glória                              | Esperança e Glória                               |
| 60.ª edição, 11 de abril de 1988     | Moonstruck                                                           | O Feitiço da Lua                                | Feitiço da Lua                                   |
| 61.ª edição, 29 de março de 1989     | Rain Man                                                             | Rain Man - Encontro de Irmãos                   | Rain Man                                         |
| 61.ª edição, 29 de março de 1989     | The Accidental Tourist                                               | Turista por Acidente                            | O Turista Acidental                              |
| 61.ª edição, 29 de março de 1989     | Dangerous Liaisons                                                   | Ligações Perigosas                              | Ligações Perigosas                               |
| 61.ª edição, 29 de março de 1989     | Mississippi Burning                                                  | Mississípi em Chamas                            | Mississippi em Chamas                            |
| 61.ª edição, 29 de março de 1989     | Working Girl                                                         | Uma Mulher de Sucesso                           | Uma Secretária de Futuro                         |
| 62.ª edição, 26 de março de 1990     | Driving Miss Daisy                                                   | Miss Daisy                                      | Conduzindo Miss Daisy                            |
| 62.ª edição, 26 de março de 1990     | Born on the Fourth of July                                           | Nascido a 4 de Julho                            | Nascido em 4 de Julho                            |
| 62.ª edição, 26 de março de 1990     | Dead Poets Society                                                   | O Clube dos Poetas Mortos                       | Sociedade dos Poetas Mortos                      |
| 62.ª edição, 26 de março de 1990     | Field of Dreams                                                      | Campo de Sonhos                                 | Campo dos Sonhos                                 |
| 62.ª edição, 26 de março de 1990     | My Left Foot                                                         | O Meu Pé Esquerdo                               | Meu Pé Esquerdo                                  |
| 63.ª edição, 25 de março de 1991     | Dances with Wolves                                                   | Danças com Lobos                                | Dança com Lobos                                  |
| 63.ª edição, 25 de março de 1991     | Awakenings                                                           | Despertares                                     | Tempo de Despertar                               |
| 63.ª edição, 25 de março de 1991     | Ghost                                                                | O Espírito do Amor                              | Ghost - Do Outro Lado da Vida                    |
| 63.ª edição, 25 de março de 1991     | The Godfather Part III                                               | O Padrinho: Parte III                           | O Poderoso Chefão: Parte 3                       |
| 63.ª edição, 25 de março de 1991     | Goodfellas                                                           | Tudo Bons Rapazes                               | Os Bons Companheiros                             |
| 64.ª edição, 30 de março de 1992     | The Silence of the Lambs                                             | O Silêncio dos Inocentes                        | O Silêncio dos Inocentes                         |
| 64.ª edição, 30 de março de 1992     | Beauty and the Beast                                                 | A Bela e o Monstro                              | A Bela e a Fera                                  |
| 64.ª edição, 30 de março de 1992     | Bugsy                                                                | Bugsy                                           | Bugsy                                            |
| 64.ª edição, 30 de março de 1992     | JFK                                                                  | JFK                                             | JFK - A Pergunta que Não Quer Calar              |
| 64.ª edição, 30 de março de 1992     | The Prince of Tides                                                  | O Príncipe das Marés                            | O Príncipe das Marés                             |
| 65.ª edição, 29 de março de 1993     | Unforgiven                                                           | Imperdoável                                     | Os Imperdoáveis                                  |
| 65.ª edição, 29 de março de 1993     | The Crying Game                                                      | Jogo de Lágrimas                                | Traídos pelo Desejo                              |
| 65.ª edição, 29 de março de 1993     | A Few Good Men                                                       | Uma Questão de honra                            | Questão de honra                                 |
| 65.ª edição, 29 de março de 1993     | Howards End                                                          | Regresso a Howards End                          | Retorno a Howards End                            |
| 65.ª edição, 29 de março de 1993     | Scent of a Woman                                                     | Perfume de Mulher                               | Perfume de Mulher                                |
| 66.ª edição, 21 de março de 1994     | Schindler's List                                                     | A Lista de Schindler                            | A Lista de Schindler                             |
| 66.ª edição, 21 de março de 1994     | The Fugitive                                                         | O Fugitivo                                      | O Fugitivo                                       |
| 66.ª edição, 21 de março de 1994     | In the Name of the Father                                            | Em Nome do Pai                                  | Em Nome do Pai                                   |
| 66.ª edição, 21 de março de 1994     | The Piano                                                            | O Piano                                         | O Piano                                          |
| 66.ª edição, 21 de março de 1994     | The Remains of the Day                                               | Os Despojos do Dia                              | Vestígios do Dia                                 |
| 67.ª edição, 27 de março de 1995     | Forrest Gump                                                         | Forrest Gump                                    | Forrest Gump - O Contador de Histórias           |
| 67.ª edição, 27 de março de 1995     | Four Weddings and a Funeral                                          | Quatro Casamentos e um Funeral                  | Quatro Casamentos e um Funeral                   |
| 67.ª edição, 27 de março de 1995     | Pulp Fiction                                                         | Pulp Fiction                                    | Pulp Fiction - Tempo de Violência                |
| 67.ª edição, 27 de março de 1995     | Quiz Show                                                            | Quiz Show                                       | Quiz Show - A Verdade dos Bastidores             |
| 67.ª edição, 27 de março de 1995     | The Shawshank Redemption                                             | Os Condenados de Shawshank                      | Um Sonho de Liberdade                            |
| 68.ª edição, 25 de março de 1996     | Braveheart                                                           | Coração Valente                                 | Coração Valente                                  |
| 68.ª edição, 25 de março de 1996     | Apollo 13                                                            | Apollo 13                                       | Apollo 13 - Do Desastre ao Triunfo               |
| 68.ª edição, 25 de março de 1996     | Babe                                                                 | Um Porquinho Chamado Babe                       | Babe - O Porquinho Atrapalhado                   |
| 68.ª edição, 25 de março de 1996     | Il Postino                                                           | O Carteiro de Pablo Neruda                      | O Carteiro e o Poeta                             |
| 68.ª edição, 25 de março de 1996     | Sense and Sensibility                                                | Sensibilidade e Bom Senso                       | Razão e Sensibilidade                            |
| 69.ª edição, 24 de março de 1997     | The English Patient                                                  | O Paciente Inglês                               | O Paciente Inglês                                |
| 69.ª edição, 24 de março de 1997     | Fargo                                                                | Fargo                                           | Fargo - Uma Comédia de Erros                     |
| 69.ª edição, 24 de março de 1997     | Jerry Maguire                                                        | Jerry Maguire                                   | Jerry Maguire - A Grande Virada                  |
| 69.ª edição, 24 de março de 1997     | Secrets & Lies                                                       | Segredos e Mentiras                             | Segredos e Mentiras                              |
| 69.ª edição, 24 de março de 1997     | Shine                                                                | Simplesmente Genial                             | Shine - Brilhante                                |
| 70.ª edição, 23 de março de 1998     | Titanic                                                              | Titanic                                         | Titanic                                          |
| 70.ª edição, 23 de março de 1998     | As Good as It Gets                                                   | Melhor É Impossível                             | Melhor É Impossível                              |
| 70.ª edição, 23 de março de 1998     | The Full Monty                                                       | Ou Tudo ou Nada                                 | Ou Tudo ou Nada                                  |
| 70.ª edição, 23 de março de 1998     | Good Will Hunting                                                    | O Bom Rebelde                                   | Gênio Indomável                                  |
| 70.ª edição, 23 de março de 1998     | L.A. Confidential                                                    | Los Angeles Confidencial                        | Los Angeles - Cidade Proibida                    |
| 71.ª edição, 21 de março de 1999     | Shakespeare in Love                                                  | A Paixão de Shakespeare                         | Shakespeare Apaixonado                           |
| 71.ª edição, 21 de março de 1999     | Elizabeth                                                            | Elizabeth                                       | Elizabeth                                        |
| 71.ª edição, 21 de março de 1999     | La Vita È Bella                                                      | A Vida É Bela                                   | A Vida É Bela                                    |
| 71.ª edição, 21 de março de 1999     | Saving Private Ryan                                                  | O Resgate do Soldado Ryan                       | O Resgate do Soldado Ryan                        |
| 71.ª edição, 21 de março de 1999     | The Thin Red Line                                                    | A Barreira Invisível                            | Além da Linha Vermelha                           |
| 72.ª edição, 26 de março de 2000     | American Beauty                                                      | Beleza Americana                                | Beleza Americana                                 |
| 72.ª edição, 26 de março de 2000     | The Cider House Rules                                                | As Regras da Casa                               | Regras da Vida                                   |
| 72.ª edição, 26 de março de 2000     | The Green Mile                                                       | À Espera de um Milagre                          | À Espera de um Milagre                           |
| 72.ª edição, 26 de março de 2000     | The Insider                                                          | O Informador                                    | O Informante                                     |
| 72.ª edição, 26 de março de 2000     | The Sixth Sense                                                      | O Sexto Sentido                                 | O Sexto Sentido                                  |
| 73.ª edição, 25 de março de 2001     | Gladiator                                                            | Gladiador                                       | Gladiador                                        |
| 73.ª edição, 25 de março de 2001     | Chocolat                                                             | Chocolate                                       | Chocolate                                        |
| 73.ª edição, 25 de março de 2001     | Wòhu Cánglóng / Crouching Tiger, Hidden Dragon                       | O Tigre e o Dragão                              | O Tigre e o Dragão                               |
| 73.ª edição, 25 de março de 2001     | Erin Brockovich                                                      | Erin Brockovich                                 | Erin Brockovich - Uma Mulher de Talento          |
| 73.ª edição, 25 de março de 2001     | Traffic                                                              | Traffic - Ninguém Sai Ileso                     | Traffic                                          |
| 74.ª edição, 24 de março de 2002     | A Beautiful Mind                                                     | Uma Mente Brilhante                             | Uma Mente Brilhante                              |
| 74.ª edição, 24 de março de 2002     | Gosford Park                                                         | Gosford Park                                    | Assassinato em Gosford Park                      |
| 74.ª edição, 24 de março de 2002     | In the Bedroom                                                       | Vidas Privadas                                  | Entre Quatro Paredes                             |
| 74.ª edição, 24 de março de 2002     | The Lord of the Rings: The Fellowship of the Ring                    | O Senhor dos Anéis: A Irmandade do Anel         | O Senhor dos Anéis: A Sociedade do Anel          |
| 74.ª edição, 24 de março de 2002     | Moulin Rouge!                                                        | Moulin Rouge!                                   | Moulin Rouge - Amor em Vermelho                  |
| 75.ª edição, 23 de março de 2003     | Chicago                                                              | Chicago                                         | Chicago                                          |
| 75.ª edição, 23 de março de 2003     | Gangs of New York                                                    | Gangs de Nova Iorque                            | Gangues de Nova York                             |
| 75.ª edição, 23 de março de 2003     | The Hours                                                            | As Horas                                        | As Horas                                         |
| 75.ª edição, 23 de março de 2003     | The Lord of the Rings: The Two Towers                                | O Senhor dos Anéis: As Duas Torres              | O Senhor dos Anéis: As Duas Torres               |
| 75.ª edição, 23 de março de 2003     | The Pianist                                                          | O Pianista                                      | O Pianista                                       |
| 76.ª edição, 29 de fevereiro de 2004 | The Lord of the Rings: The Return of the King                        | O Senhor dos Anéis: O Regresso do Rei           | O Senhor dos Anéis: O Retorno do Rei             |
| 76.ª edição, 29 de fevereiro de 2004 | Lost in Translation                                                  | O Amor É um Lugar Estranho                      | Encontros e Desencontros                         |
| 76.ª edição, 29 de fevereiro de 2004 | Master and Commander: The Far Side of the World                      | Master & Commander - O Lado Longínquo do Mundo  | Mestre dos Mares - O Lado Mais Distante do Mundo |
| 76.ª edição, 29 de fevereiro de 2004 | Mystic River                                                         | Mystic River                                    | Sobre Meninos e Lobos                            |
| 76.ª edição, 29 de fevereiro de 2004 | Seabiscuit                                                           | Nascido para Ganhar                             | Seabiscuit - Alma de Herói                       |
| 77.ª edição, 27 de fevereiro de 2005 | Million Dollar Baby                                                  | Million Dollar Baby - Sonhos Vencidos           | Menina de Ouro                                   |
| 77.ª edição, 27 de fevereiro de 2005 | The Aviator                                                          | O Aviador                                       | O Aviador                                        |
| 77.ª edição, 27 de fevereiro de 2005 | Finding Neverland                                                    | À Procura da Terra do Nunca                     | Em Busca da Terra do Nunca                       |
| 77.ª edição, 27 de fevereiro de 2005 | Ray                                                                  | Ray                                             | Ray                                              |
| 77.ª edição, 27 de fevereiro de 2005 | Sideways                                                             | Sideways                                        | Sideways - Entre Umas e Outras                   |
| 78.ª edição, 5 de março de 2006      | Crash                                                                | Colisão                                         | Crash - No Limite                                |
| 78.ª edição, 5 de março de 2006      | Brokeback Mountain                                                   | O Segredo de Brokeback Mountain                 | O Segredo de Brokeback Mountain                  |
| 78.ª edição, 5 de março de 2006      | Capote                                                               | Capote                                          | Capote                                           |
| 78.ª edição, 5 de março de 2006      | Good Night, and Good Luck.                                           | Boa Noite, e Boa Sorte                          | Boa Noite, e Boa Sorte                           |
| 78.ª edição, 5 de março de 2006      | Munich                                                               | Munique                                         | Munique                                          |
| 79.ª edição, 25 de fevereiro de 2007 | The Departed                                                         | Entre Inimigos                                  | Os Infiltrados                                   |
| 79.ª edição, 25 de fevereiro de 2007 | Babel                                                                | Babel                                           | Babel                                            |
| 79.ª edição, 25 de fevereiro de 2007 | Letters from Iwo Jima                                                | Cartas de Iwo Jima                              | Cartas de Iwo Jima                               |
| 79.ª edição, 25 de fevereiro de 2007 | Little Miss Sunshine                                                 | Uma Família à Beira de um Ataque de Nervos      | Pequena Miss Sunshine                            |
| 79.ª edição, 25 de fevereiro de 2007 | The Queen                                                            | A Rainha                                        | A Rainha                                         |
| 80.ª edição, 24 de fevereiro de 2008 | No Country for Old Men                                               | Este País Não É para Velhos                     | Onde os Fracos Não Têm Vez                       |
| 80.ª edição, 24 de fevereiro de 2008 | Atonement                                                            | Expiação                                        | Desejo e Reparação                               |
| 80.ª edição, 24 de fevereiro de 2008 | Juno                                                                 | Juno                                            | Juno                                             |
| 80.ª edição, 24 de fevereiro de 2008 | Michael Clayton                                                      | Michael Clayton - Uma Questão de Consciência    | Conduta de Risco                                 |
| 80.ª edição, 24 de fevereiro de 2008 | There Will Be Blood                                                  | Haverá Sangue                                   | Sangue Negro                                     |
| 81.ª edição, 22 de fevereiro de 2009 | Slumdog Millionaire                                                  | Quem Quer Ser Bilionário?                       | Quem Quer Ser Um Milionário?                     |
| 81.ª edição, 22 de fevereiro de 2009 | The Reader                                                           | O Leitor                                        | O Leitor                                         |
| 81.ª edição, 22 de fevereiro de 2009 | Frost/Nixon                                                          | Frost/Nixon                                     | Frost/Nixon                                      |
| 81.ª edição, 22 de fevereiro de 2009 | The Curious Case of Benjamin Button                                  | O Estranho Caso de Benjamin Button              | O Curioso Caso de Benjamin Button                |
| 81.ª edição, 22 de fevereiro de 2009 | Milk                                                                 | Milk                                            | Milk - A Voz da Igualdade                        |
| 82.ª edição, 7 de março de 2010      | The Hurt Locker                                                      | Estado de Guerra                                | Guerra ao Terror                                 |
| 82.ª edição, 7 de março de 2010      | Avatar                                                               | Avatar                                          | Avatar                                           |
| 82.ª edição, 7 de março de 2010      | The Blind Side                                                       | Um Sonho Possível                               | Um Sonho Possível                                |
| 82.ª edição, 7 de março de 2010      | District 9                                                           | Distrito 9                                      | Distrito 9                                       |
| 82.ª edição, 7 de março de 2010      | An Education                                                         | Uma Outra Educação                              | Educação                                         |
| 82.ª edição, 7 de março de 2010      | Inglourious Basterds                                                 | Sacanas Sem Lei                                 | Bastardos Inglórios                              |
| 82.ª edição, 7 de março de 2010      | A Serious Man                                                        | Um Homem Sério                                  | Um Homem Sério                                   |
| 82.ª edição, 7 de março de 2010      | Precious                                                             | Precious                                        | Preciosa: Uma História de Esperança              |
| 82.ª edição, 7 de março de 2010      | Up                                                                   | Up - Altamente                                  | Up: Altas Aventuras                              |
| 82.ª edição, 7 de março de 2010      | Up in the Air                                                        | Nas Nuvens                                      | Amor Sem Escalas                                 |
| 83.ª edição, 27 de fevereiro de 2011 | The King's Speech                                                    | O Discurso do Rei                               | O Discurso do Rei                                |
| 83.ª edição, 27 de fevereiro de 2011 | 127 Hours                                                            | 127 Horas                                       | 127 Horas                                        |
| 83.ª edição, 27 de fevereiro de 2011 | Black Swan                                                           | Cisne Negro                                     | Cisne Negro                                      |
| 83.ª edição, 27 de fevereiro de 2011 | Inception                                                            | A Origem                                        | A Origem                                         |
| 83.ª edição, 27 de fevereiro de 2011 | The Fighter                                                          | The Fighter - Último Round                      | O Vencedor                                       |
| 83.ª edição, 27 de fevereiro de 2011 | The Kids Are All Right                                               | Os Miúdos Estão Bem                             | Minhas Mães e Meu Pai                            |
| 83.ª edição, 27 de fevereiro de 2011 | The Social Network                                                   | A Rede Social                                   | A Rede Social                                    |
| 83.ª edição, 27 de fevereiro de 2011 | Toy Story 3                                                          | Toy Story 3                                     | Toy Story 3                                      |
| 83.ª edição, 27 de fevereiro de 2011 | True Grit                                                            | Indomável                                       | Bravura Indômita                                 |
| 83.ª edição, 27 de fevereiro de 2011 | Winter's Bone                                                        | Despojos de Inverno                             | Inverno da Alma                                  |
| 84.ª edição, 26 de fevereiro de 2012 | The Artist                                                           | O Artista                                       | O Artista                                        |
| 84.ª edição, 26 de fevereiro de 2012 | War Horse                                                            | Cavalo de Guerra                                | Cavalo de Guerra                                 |
| 84.ª edição, 26 de fevereiro de 2012 | Moneyball                                                            | Moneyball: Jogada de Risco                      | O Homem que Mudou o Jogo                         |
| 84.ª edição, 26 de fevereiro de 2012 | Extremely Loud and Incredibly Close                                  | Extremamente Alto, Incrivelmente Perto          | Tão Forte e Tão Perto                            |
| 84.ª edição, 26 de fevereiro de 2012 | The Help                                                             | As Serviçais                                    | Histórias Cruzadas                               |
| 84.ª edição, 26 de fevereiro de 2012 | Hugo                                                                 | A Invenção de Hugo                              | A Invenção de Hugo Cabret                        |
| 84.ª edição, 26 de fevereiro de 2012 | Midnight in Paris                                                    | Meia-Noite em Paris                             | Meia-Noite em Paris                              |
| 84.ª edição, 26 de fevereiro de 2012 | The Descendants                                                      | Os Descendentes                                 | Os Descendentes                                  |
| 84.ª edição, 26 de fevereiro de 2012 | The Tree of Life                                                     | A Árvore da Vida                                | A Árvore da Vida                                 |
| 85.ª edição, 24 de fevereiro de 2013 | Argo                                                                 | Argo                                            | Argo                                             |
| 85.ª edição, 24 de fevereiro de 2013 | Amour                                                                | Amor                                            | Amor                                             |
| 85.ª edição, 24 de fevereiro de 2013 | Beasts of the Southern Wild                                          | Bestas do Sul Selvagem                          | Indomável Sonhadora                              |
| 85.ª edição, 24 de fevereiro de 2013 | Django Unchained                                                     | Django Libertado                                | Django Livre                                     |
| 85.ª edição, 24 de fevereiro de 2013 | Les Misérables                                                       | Os Miseráveis                                   | Os Miseráveis                                    |
| 85.ª edição, 24 de fevereiro de 2013 | Life of Pi                                                           | A Vida de Pi                                    | As Aventuras de Pi                               |
| 85.ª edição, 24 de fevereiro de 2013 | Lincoln                                                              | Lincoln                                         | Lincoln                                          |
| 85.ª edição, 24 de fevereiro de 2013 | Silver Linings Playbook                                              | Guia para um Final Feliz                        | O Lado Bom da Vida                               |
| 85.ª edição, 24 de fevereiro de 2013 | Zero Dark Thirty                                                     | 00:30 Hora Escura                               | A Hora Mais Escura                               |
| 86.ª edição, 2 de março de 2014      | 12 Years a Slave                                                     | 12 Anos Escravo                                 | 12 Anos de Escravidão                            |
| 86.ª edição, 2 de março de 2014      | American Hustle                                                      | Golpada Americana                               | Trapaça                                          |
| 86.ª edição, 2 de março de 2014      | Gravity                                                              | Gravidade                                       | Gravidade                                        |
| 86.ª edição, 2 de março de 2014      | The Wolf of Wall Street                                              | O Lobo de Wall Street                           | O Lobo de Wall Street                            |
| 86.ª edição, 2 de março de 2014      | Dallas Buyers Club                                                   | O Clube de Dallas                               | Clube de Compras Dallas                          |
| 86.ª edição, 2 de março de 2014      | Her                                                                  | Uma História de Amor                            | Ela                                              |
| 86.ª edição, 2 de março de 2014      | Captain Phillips                                                     | Capitão Phillips                                | Capitão Phillips                                 |
| 86.ª edição, 2 de março de 2014      | Nebraska                                                             | Nebraska                                        | Nebraska                                         |
| 86.ª edição, 2 de março de 2014      | Philomena                                                            | Filomena                                        | Philomena                                        |
| 87.ª edição, 22 de fevereiro de 2015 | Birdman or (The Unexpected Virtue of Ignorance)                      | Birdman ou (A Inesperada Virtude da Ignorância) | Birdman ou (A Inesperada Virtude da Ignorância)  |
| 87.ª edição, 22 de fevereiro de 2015 | Boyhood                                                              | Boyhood: Momentos de Uma Vida                   | Boyhood: Da Infância à Juventude                 |
| 87.ª edição, 22 de fevereiro de 2015 | The Grand Budapest Hotel                                             | Grand Budapest Hotel                            | O Grande Hotel Budapeste                         |
| 87.ª edição, 22 de fevereiro de 2015 | The Imitation Game                                                   | O Jogo da Imitação                              | O Jogo da Imitação                               |
| 87.ª edição, 22 de fevereiro de 2015 | The Theory of Everything                                             | A Teoria de Tudo                                | A Teoria de Tudo                                 |
| 87.ª edição, 22 de fevereiro de 2015 | Selma                                                                | Selma: A Marcha da Liberdade                    | Selma: Uma Luta Pela Igualdade                   |
| 87.ª edição, 22 de fevereiro de 2015 | American Sniper                                                      | Sniper Americano                                | Sniper Americano                                 |
| 87.ª edição, 22 de fevereiro de 2015 | Whiplash                                                             | Whiplash: Nos Limites                           | Whiplash: Em Busca da Perfeição                  |
| 88.ª edição, 28 de fevereiro de 2016 | Spotlight                                                            | O Caso Spotlight                                | Spotlight: Segredos Revelados                    |
| 88.ª edição, 28 de fevereiro de 2016 | The Big Short                                                        | A Queda de Wall Street                          | A Grande Aposta                                  |
| 88.ª edição, 28 de fevereiro de 2016 | Bridge of Spies                                                      | A Ponte dos Espiões                             | Ponte dos Espiões                                |
| 88.ª edição, 28 de fevereiro de 2016 | Brooklyn                                                             | Brooklyn                                        | Brooklyn                                         |
| 88.ª edição, 28 de fevereiro de 2016 | Mad Max: Fury Road                                                   | Mad Max: Estrada da Fúria                       | Mad Max: Estrada da Fúria                        |
| 88.ª edição, 28 de fevereiro de 2016 | The Martian                                                          | Perdido em Marte                                | Perdido em Marte                                 |
| 88.ª edição, 28 de fevereiro de 2016 | The Revenant                                                         | The Revenant: O Renascido                       | O Regresso                                       |
| 88.ª edição, 28 de fevereiro de 2016 | Room                                                                 | Quarto                                          | O Quarto de Jack                                 |
| 89.ª edição, 26 de fevereiro de 2017 | Moonlight                                                            | Moonlight                                       | Moonlight: Sob a Luz do Luar                     |
| 89.ª edição, 26 de fevereiro de 2017 | Arrival                                                              | O Primeiro Encontro                             | A Chegada                                        |
| 89.ª edição, 26 de fevereiro de 2017 | Fences                                                               | Vedações                                        | Um Limite Entre Nós                              |
| 89.ª edição, 26 de fevereiro de 2017 | Hacksaw Ridge                                                        | O Herói de Hacksaw Ridge                        | Até o Último Homem                               |
| 89.ª edição, 26 de fevereiro de 2017 | Hell or High Water                                                   | Hell or High Water: Custe o Que Custar!         | A Qualquer Custo                                 |
| 89.ª edição, 26 de fevereiro de 2017 | Hidden Figures                                                       | Elementos Secretos                              | Estrelas Além do Tempo                           |
| 89.ª edição, 26 de fevereiro de 2017 | La La Land                                                           | La La Land: Melodia de Amor                     | La La Land: Cantando Estações                    |
| 89.ª edição, 26 de fevereiro de 2017 | Lion                                                                 | Lion: A Longa Estrada Para Casa                 | Lion: Uma Jornada Para Casa                      |
| 89.ª edição, 26 de fevereiro de 2017 | Manchester by the Sea                                                | Manchester by the Sea                           | Manchester à Beira-Mar                           |
| 90.ª edição, 4 de março de 2018      | The Shape of Water                                                   | A Forma da Água                                 | A Forma da Água                                  |
| 90.ª edição, 4 de março de 2018      | Call Me by Your Name                                                 | Chama-me Pelo Teu Nome                          | Me Chame Pelo Seu Nome                           |
| 90.ª edição, 4 de março de 2018      | Darkest Hour                                                         | A Hora Mais Negra                               | O Destino de uma Nação                           |
| 90.ª edição, 4 de março de 2018      | Dunkirk                                                              | Dunkirk                                         | Dunkirk                                          |
| 90.ª edição, 4 de março de 2018      | Get Out                                                              | Foge                                            | Corra!                                           |
| 90.ª edição, 4 de março de 2018      | Lady Bird                                                            | Lady Bird                                       | Lady Bird: A Hora de Voar                        |
| 90.ª edição, 4 de março de 2018      | Phantom Thread                                                       | Linha Fantasma                                  | Trama Fantasma                                   |
| 90.ª edição, 4 de março de 2018      | The Post                                                             | The Post                                        | The Post: A Guerra Secreta                       |
| 90.ª edição, 4 de março de 2018      | Three Billboards Outside Ebbing, Missouri                            | Três Cartazes à Beira da Estrada                | Três Anúncios Para um Crime                      |
| 91.ª edição, 24 de fevereiro de 2019 | Green Book                                                           | Green Book: Um Guia Para a Vida                 | Green Book: O Guia                               |
| 91.ª edição, 24 de fevereiro de 2019 | Black Panther                                                        | Black Panther                                   | Pantera Negra                                    |
| 91.ª edição, 24 de fevereiro de 2019 | BlacKkKlansman                                                       | Infiltrado                                      | Infiltrado na Klan                               |
| 91.ª edição, 24 de fevereiro de 2019 | Bohemian Rhapsody                                                    | Bohemian Rhapsody                               | Bohemian Rhapsody                                |
| 91.ª edição, 24 de fevereiro de 2019 | The Favourite                                                        | A Favorita                                      | A Favorita                                       |
| 91.ª edição, 24 de fevereiro de 2019 | Roma                                                                 | Roma                                            | Roma                                             |
| 91.ª edição, 24 de fevereiro de 2019 | A Star is Born                                                       | Nasce Uma Estrela                               | Nasce uma Estrela                                |
| 91.ª edição, 24 de fevereiro de 2019 | Vice                                                                 | Vice                                            | Vice                                             |
| 92.ª edição, 9 de fevereiro de 2020  | Gisaengchung                                                         | Parasitas                                       | Parasita                                         |
| 92.ª edição, 9 de fevereiro de 2020  | 1917                                                                 | 1917                                            | 1917                                             |
| 92.ª edição, 9 de fevereiro de 2020  | Ford v Ferrari                                                       | Ford V Ferrari                                  | Ford vs Ferrari                                  |
| 92.ª edição, 9 de fevereiro de 2020  | The Irishman                                                         | O Irlandês                                      | O Irlandês                                       |
| 92.ª edição, 9 de fevereiro de 2020  | Jojo Rabbit                                                          | Jojo Rabbit                                     | Jojo Rabbit                                      |
| 92.ª edição, 9 de fevereiro de 2020  | Joker                                                                | Joker                                           | Coringa                                          |
| 92.ª edição, 9 de fevereiro de 2020  | Little Women                                                         | Mulherzinhas                                    | Adoráveis Mulheres                               |
| 92.ª edição, 9 de fevereiro de 2020  | Marriage Story                                                       | História De Um Casamento                        | História de Um Casamento                         |
| 92.ª edição, 9 de fevereiro de 2020  | Once Upon a Time in Hollywood                                        | Era Uma Vez Em... Hollywood                     | Era Uma Vez Em... Hollywood                      |
| 93.ª edição, 25 de abril de 2021     | Nomadland                                                            | Nomadland: Sobreviver na América                | Nomadland                                        |
| 93.ª edição, 25 de abril de 2021     | The Father                                                           | O Pai                                           | Meu Pai                                          |
| 93.ª edição, 25 de abril de 2021     | Judas and the Black Messiah                                          | Judas e o Messias Negro                         | Judas e o Messias Negro                          |
| 93.ª edição, 25 de abril de 2021     | Mank                                                                 | Mank                                            | Mank                                             |
| 93.ª edição, 25 de abril de 2021     | Minari                                                               | Minari                                          | Minari: Em Busca da Felicidade                   |
| 93.ª edição, 25 de abril de 2021     | Promising Young Woman                                                | Uma Miúda com Potencial                         | Bela Vingança                                    |
| 93.ª edição, 25 de abril de 2021     | Sound of Metal                                                       | Sound of Metal                                  | O Som do Silêncio                                |
| 93.ª edição, 25 de abril de 2021     | The Trial of the Chicago 7                                           | Os 7 de Chicago                                 | Os 7 de Chicago                                  |
| 94.ª edição, 27 de março de 2022     |                                                                      |                                                 |                                                  |
| CODA                                 | CODA                                                                 | No Ritmo do Coração                             |                                                  |
| Belfast                              | Belfast                                                              | Belfast                                         |                                                  |
| Don't Look Up                        | Não Olhem Para Cima                                                  | Não Olhe Para Cima                              |                                                  |
| Doraibu Mai Kā                       | Conduza Meu Carro                                                    | Drive My Car                                    |                                                  |
| Dune                                 | Duna                                                                 | Duna                                            |                                                  |
| King Richard                         | King Richard: Para Além do Jogo                                      | King Richard: Criando Campeãs                   |                                                  |
| Licorice Pizza                       | Licorice Pizza                                                       | Licorice Pizza                                  |                                                  |
| Nightmare Alley                      | Nightmare Alley: Beco das Almas Perdidas                             | O Beco do Pesadelo                              |                                                  |
| The Power of the Dog                 | O Poder do Cão                                                       | Ataque dos Cães                                 |                                                  |
| West Side Story                      | West Side Story                                                      | Amor, Sublime Amor                              |                                                  |
| 95. ª edição, 12 de março de 2023    |                                                                      |                                                 |                                                  |
| Everything Everywhere All at Once    | Tudo em Todo Lado ao Mesmo Tempo                                     | Tudo em Todo Lugar ao Mesmo Tempo               |                                                  |
| Im Westen Nichts Neues               | A Oeste Nada de Novo                                                 | Nada de Novo no Front                           |                                                  |
| Avatar: The Way of Water             | Avatar: O Caminho da Água                                            | Avatar: O Caminho da Água                       |                                                  |
| The Banshees of Inisherin            | Os Espíritos de Inisherin                                            | Os Banshees de Inisherin                        |                                                  |
| Elvis                                | Elvis                                                                | Elvis                                           |                                                  |
| The Fabelmans                        | Os Fabelmans                                                         | Os Fabelmans                                    |                                                  |
| Tár                                  | TÁR                                                                  | TÁR                                             |                                                  |
| Top Gun: Maverick                    | Top Gun: Maverick                                                    | Top Gun: Maverick                               |                                                  |
| Triangle of Sadness                  | Triângulo da Tristeza                                                | Triângulo da Tristeza                           |                                                  |
| Women Talking                        | Woman Talking                                                        | Entre Mulheres                                  |                                                  |
| 96. ª edição, 10 de março de 2024    |                                                                      |                                                 |                                                  |
| Oppenheimer                          | Oppenheimer                                                          | Oppenheimer                                     |                                                  |
| American Fiction                     | Ficção Americana                                                     | Ficção Americana                                |                                                  |
| Anatomie d'une Chute                 | Anatomia de uma Queda                                                | Anatomia de uma Queda                           |                                                  |
| Barbie                               | Barbie                                                               | Barbie                                          |                                                  |
| The Holdovers                        | Os Excluídos                                                         | Os Rejeitados                                   |                                                  |
| Killers of the Flower Moon           | Assassinos da Lua das Flores                                         | Assassinos da Lua das Flores                    |                                                  |
| Maestro                              | Maestro                                                              | Maestro                                         |                                                  |
| Past Lives                           | Vidas Passadas                                                       | Vidas Passadas                                  |                                                  |
| Poor Things                          | Pobres Criaturas                                                     | Pobres Criaturas                                |                                                  |
| The Zone of Interest                 | A Zona de Interesse                                                  | Zona de Interesse                               |                                                  |
| 97. ª edição, 2 de março de 2025     |                                                                      |                                                 |                                                  |
| Anora                                | Anora                                                                | Anora                                           |                                                  |
| The Brutalist                        | O Brutalista                                                         | O Brutalista                                    |                                                  |
| A Complete Unknown                   | Um Completo Desconhecido                                             | Um Completo Desconhecido                        |                                                  |
| Conclave                             | Conclave                                                             | Conclave                                        |                                                  |
| Dune: Part Two                       | Dune: Parte Dois                                                     | Duna: Parte Dois                                |                                                  |
| Emilia Pérez                         | Emilia Pérez                                                         | Emilia Pérez                                    |                                                  |
| Ainda Estou Aqui                     | Ainda Estou Aqui                                                     | Ainda Estou Aqui                                |                                                  |
| Nickel Boys                          | Nickel Boys                                                          | O Reformatório Nickel                           |                                                  |
| The Substance                        | A Substância                                                         | A Substância                                    |                                                  |
| Wicked                               | Wicked                                                               | Wicked                                          |                                                  |